# شهرستان شاهبوز
شهرستان شاهبوز (به لاتین: Şahbuz) ناحیه‌ای در جمهوری خودگردان نخجوان است با مرکزی به همین نام با مساحت ۹۲۰ کیلومتر مربع و جمعیتی بالغ بر ۲۱۵۰۰ نفر. در نقشه با رنگ قرمز مشخص شده‌است.
از دیدنی‌های این منطقه یادمانی است به نام خانه فرهاد که به داستان شیرین و فرهاد اشاره دارد.
باستان‌شناسان در این منطقه بازمانده‌های قلعه‌ای به نام قلعه شاهپور را یافته‌اند و معتقدند که نام شاهبوز تغییریافته نام شاهپور است.

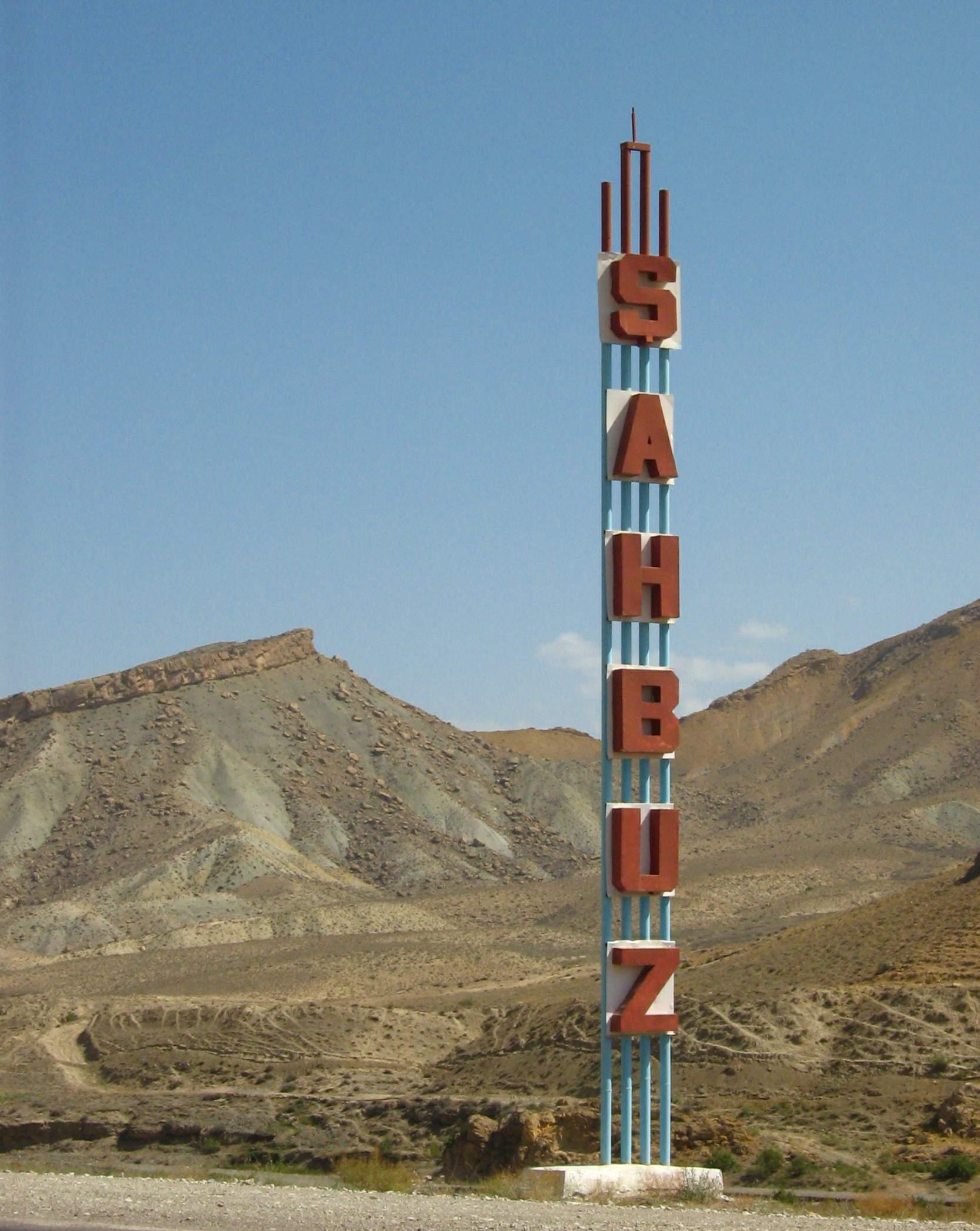